# 罗杰·斯佩里
羅傑·沃爾科特·斯佩里（英語：Roger Wolcott Sperry，1913年8月20日—1994年4月17日），美國神經生理學家，出生於康乃狄克州哈特福。由於對大腦裂腦研究的貢獻，而獲得1981年諾貝爾生理學或醫學獎。同年的獲獎者還有大衛·休伯爾（David Hunter Hubel）與托斯坦·維厄瑟爾（Torsten Nils Wiesel）。

## 外部連結
- Obituary at The National Academies Press （页面存档备份，存于）
- Nobelprize.org biography
- Roger W. Sperry - Autobiography （页面存档备份，存于）
- The Roger W. Sperry Site （页面存档备份，存于）
- PBS page for him （页面存档备份，存于）
  - A Timeline of the Published Works of Roger W. Sperry （页面存档备份，存于）
- Tributes to Sperry in Humankind Advancing, Vol.5, No.1 (21 January 1994)